# Gioux
Gioux är en kommun i departementet Creuse i regionen Nouvelle-Aquitaine i de centrala delarna av Frankrike. Kommunen ligger i kantonen Gentioux-Pigerolles som tillhör arrondissementet Aubusson. År 2022 hade Gioux 179 invånare.

## Befolkningsutveckling
Antalet invånare i kommunen Gioux
Referens:INSEE